# Sveštica
Sveštica (en serbe cyrillique : Свештица) est une localité de Serbie située dans la municipalité d’Ivanjica, district de Moravica. Au recensement de 2011, elle comptait 1 289 habitants.

## Démographie

### Évolution historique de la population
| 1948 | 1953  | 1961 | 1971 | 1981 | 1991  | 2002  | 2011  |
| ---- | ----- | ---- | ---- | ---- | ----- | ----- | ----- |
| 879  | 1 019 | 934  | 835  | 830  | 1 103 | 1 258 | 1 289 |

|  |